# بيلي تورنر
بيلي تورنر (بالإنجليزية: Billy Turner)‏ هو لاعب كرة قدم أمريكية أمريكي، ولد في 17 أكتوبر 1991 في شورفيو في الولايات المتحدة.

## وصلات خارجية
- ويليام تورنر على موقع مرجع كرة القدم المحترفة.كوم (الإنجليزية)